# Smart Roadster
Roadster é um automóvel compacto desportivo da Smart de duas portas e dois lugares (Segmento S na Europa) , conhecido principalmente pelo seu design inovador, também é um conversível.  As vendas do Roadster e do Roadster Coupé atingiram as expectativas, no entanto, os pedidos de garantia resultaram na interrupção da produção de ambos os modelos em novembro de 2005, após a fabricação de 43.091 Roadsters. O último agora reside no Museu da Mercedes-Benz em Estugarda, na Alemanha. 